# Metacalciouranoite
La metacalciouranoite è un minerale.